# Akira Nishitani
Akira Nishitani, noto anche con lo pseudonimo di Nin-Nin o Pom-G (西谷 亮 Nishitani Akira; 10 settembre 1967), è un autore di videogiochi e character designer giapponese.
Ha iniziato a lavorare per Capcom nel 1986, collaborando a Final Fight e Street Fighter II: The World Warrior insieme a Akira Yasuda. Nel 1995 lascia Capcom per fondare Arika, azienda con cui ha preso parte allo sviluppo di Street Fighter EX e rispettivi seguiti come produttore esecutivo.